# Лаунис, Илмари
Адольф Илмари Лаунис (фин. Adolf Ilmari Launis до 1900 года фамилия Линдберг швед. Lindberg; 3 декабря 1881, Тавастегус, Великое княжество Финляндское — 10 апреля 1955, Хельсинки, Финляндия) — финский архитектор.

## Биография
Адольф Илмари Лаунис (урождённый Линдберг) родился в Хямеэнлинне 3 декабря 1881 года. В 1905 году получил диплом архитектора, с 1906 работал в частном архитектурном бюро. Около 1920 года переехал в Хельсинки, где до конца 1930-х работал комиссаром (инспектором) общественных зданий и был одним из городских архитекторов, занимавшихся, в том числе, перестройкой и адаптацией существующих зданий. Является автором проектов более полутора десятков лютеранских кирх, в основном, в стиле модерн (в том числе перестроенных); специализировался на витражах и написании заалтарных образов. Вышел в отставку в 1948 году. Умер 10 апреля 1955 года, похоронен в Хельсинки.

## Основные постройки
- 1914—1921 — Церковь в Помаркку[5].
- 1916 — кирха в Тарвасйоки[6].

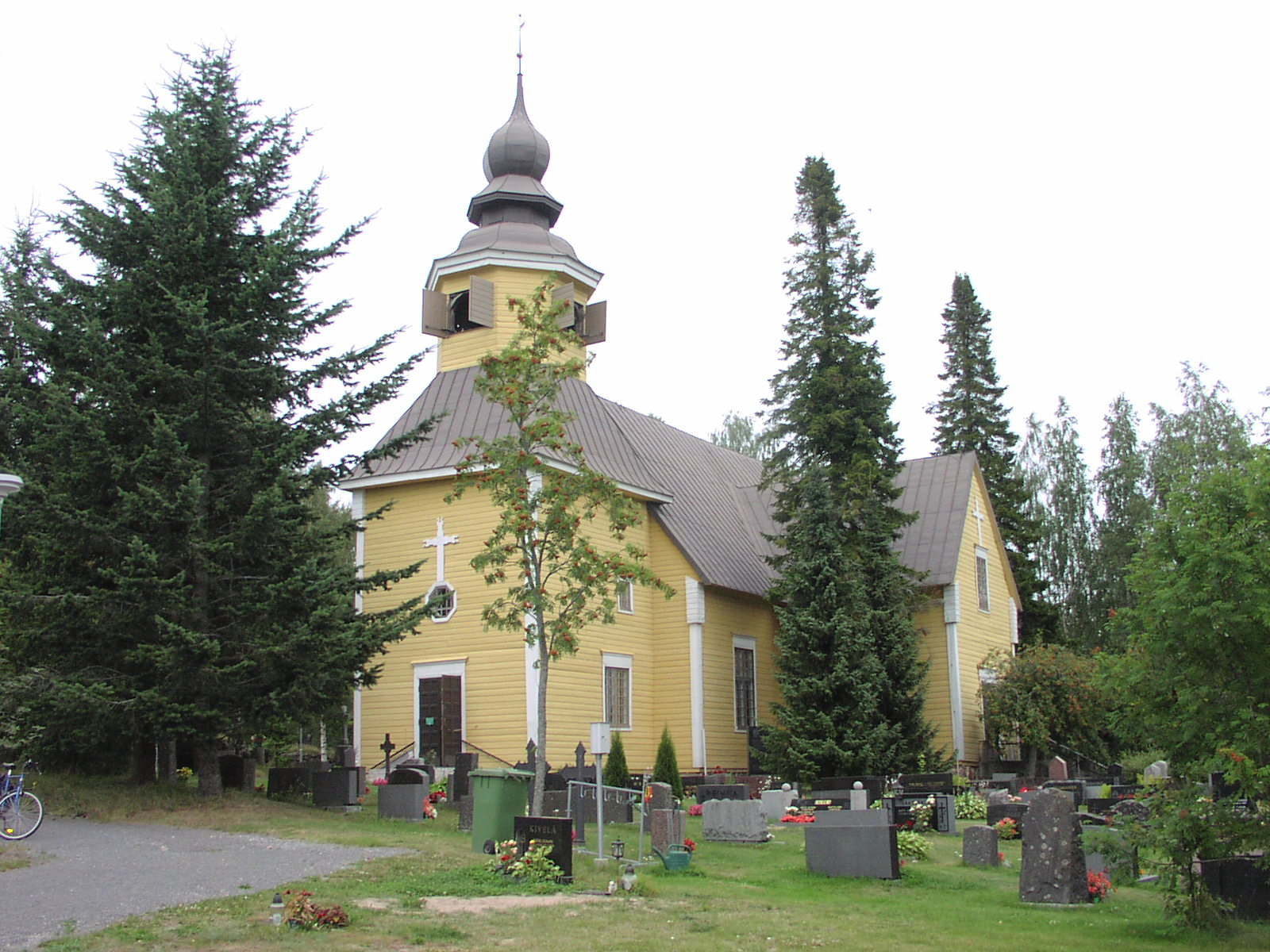
Кирха в Тарвасйоки

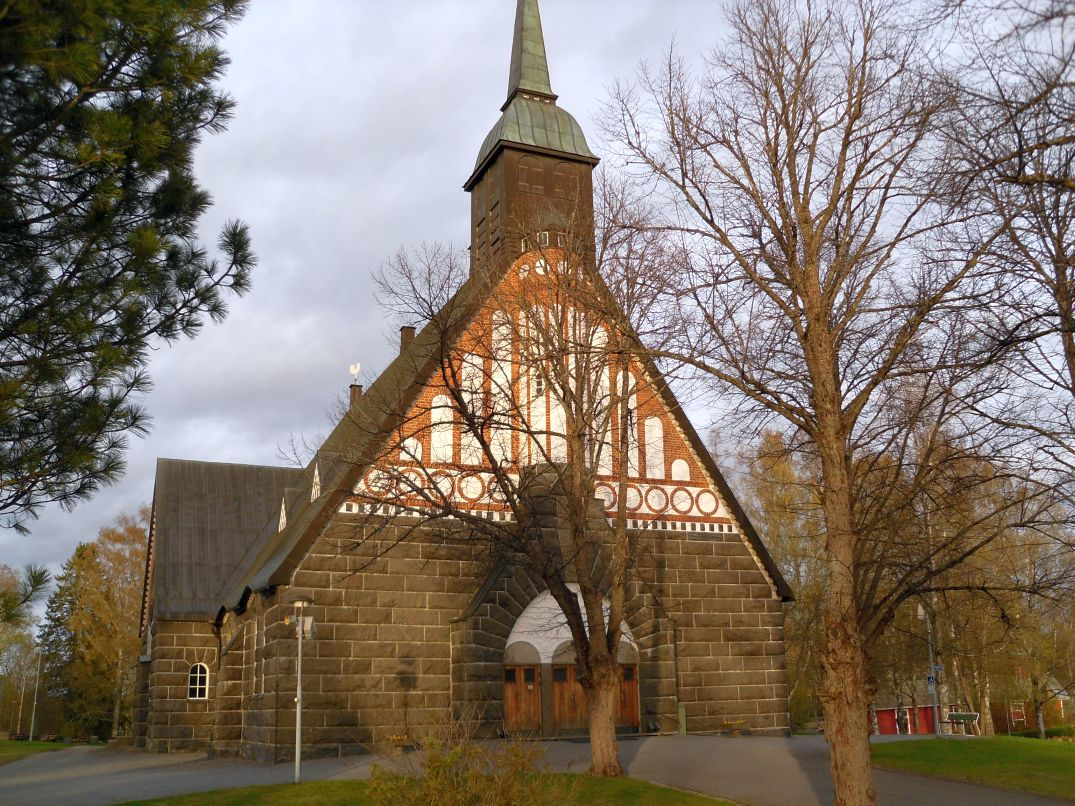
Кирха в Помаркку

- 1919 — кирха в Валкъярви (Мичуринском) на Карельском перешейке (перестроена под кинотеатр, сгорела в 1960).
- 1919 — кирха в Виерме[7].
- 1919—1921 — кирха в Кальвола[8].
- 1921 — кирха в Пирккала близ Тампере[9].
- 1923 — кирха в Конневеси, Центральная Финляндия[10].
- 1923—1924 — перестройка православной церкви в Лаппеенранте (арх. — Георгий Косяков, 1913—1914) под лютеранский храм; написал заалтарный образ Распятия.
- 1923—1925 — кирха в Терво к западу от Куопио[11].
- 1924 — кирха в Порнайнен (близ Порвоо)[12].
- 1924 — кирха в Саммальйоки (Пирканмаа).
- 1926—1927 — перестройка часовни под кирху в Сало.
- 1928 — кирха в Хухтамо[13].
- 1929—1930 — Кирха прихода Вуоксела на берегу Вуоксы[14]; недействующая.
- 1931 — кирха в Юлямаа[15].
- 1933—1934 — кирха в Саари (Париккала)[16].
- 1934—1935 — кирха близ Лумиваара[17]; недействующая.
- 1946 — кирха в Палтамо.

## Галерея

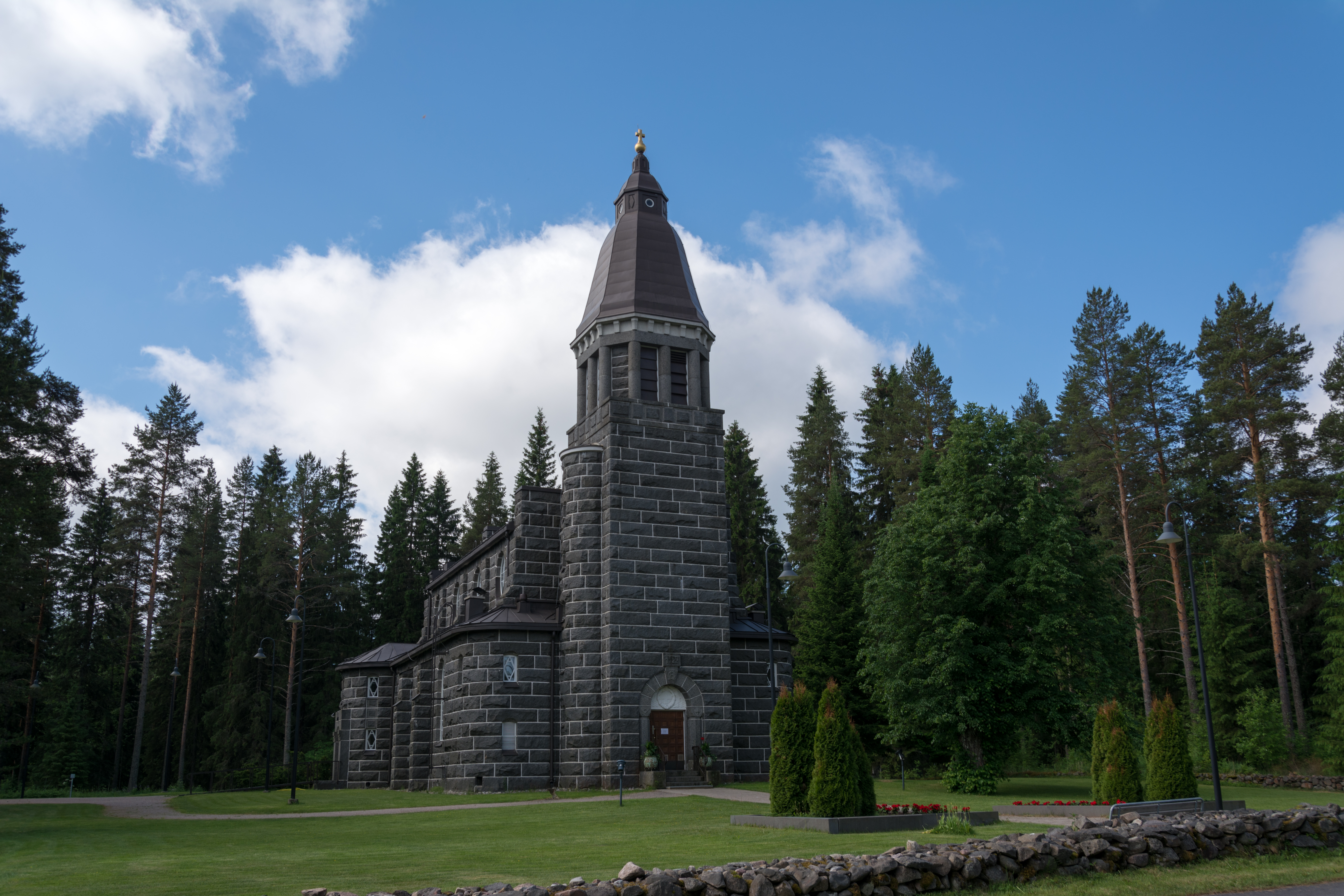
Кирха в Конневеси
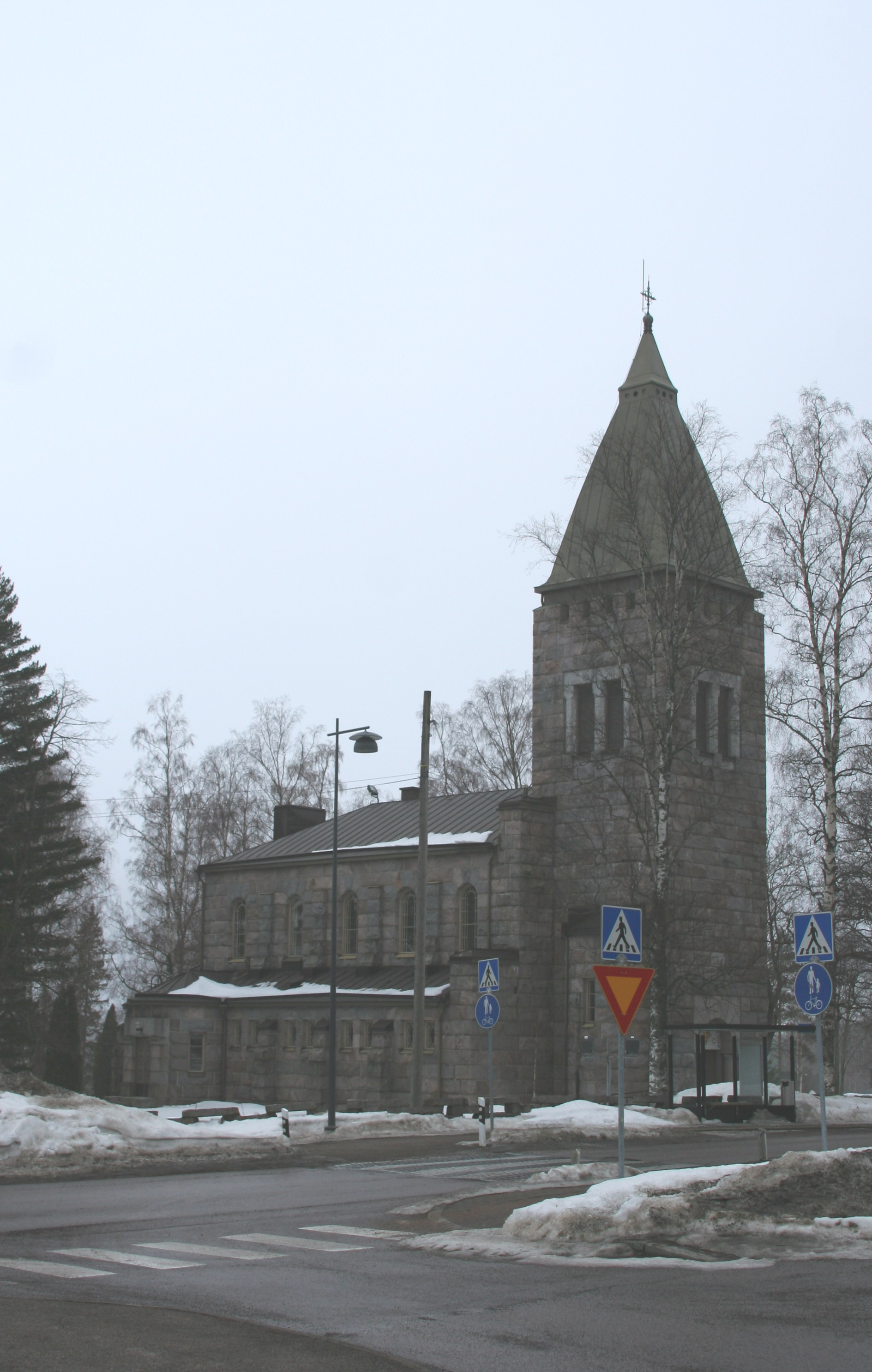
Кирха в Порнайнен
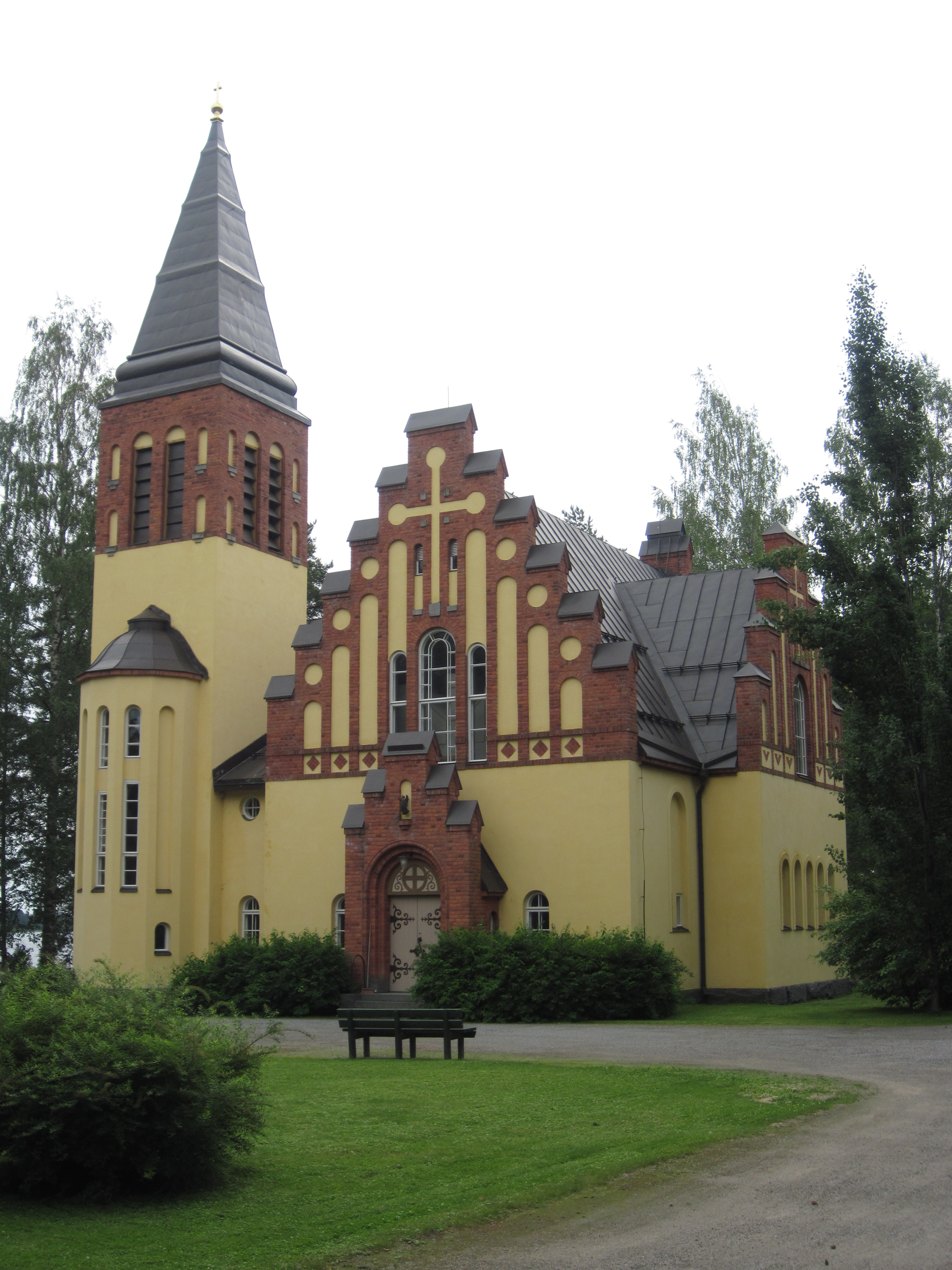
Кирха в Терво
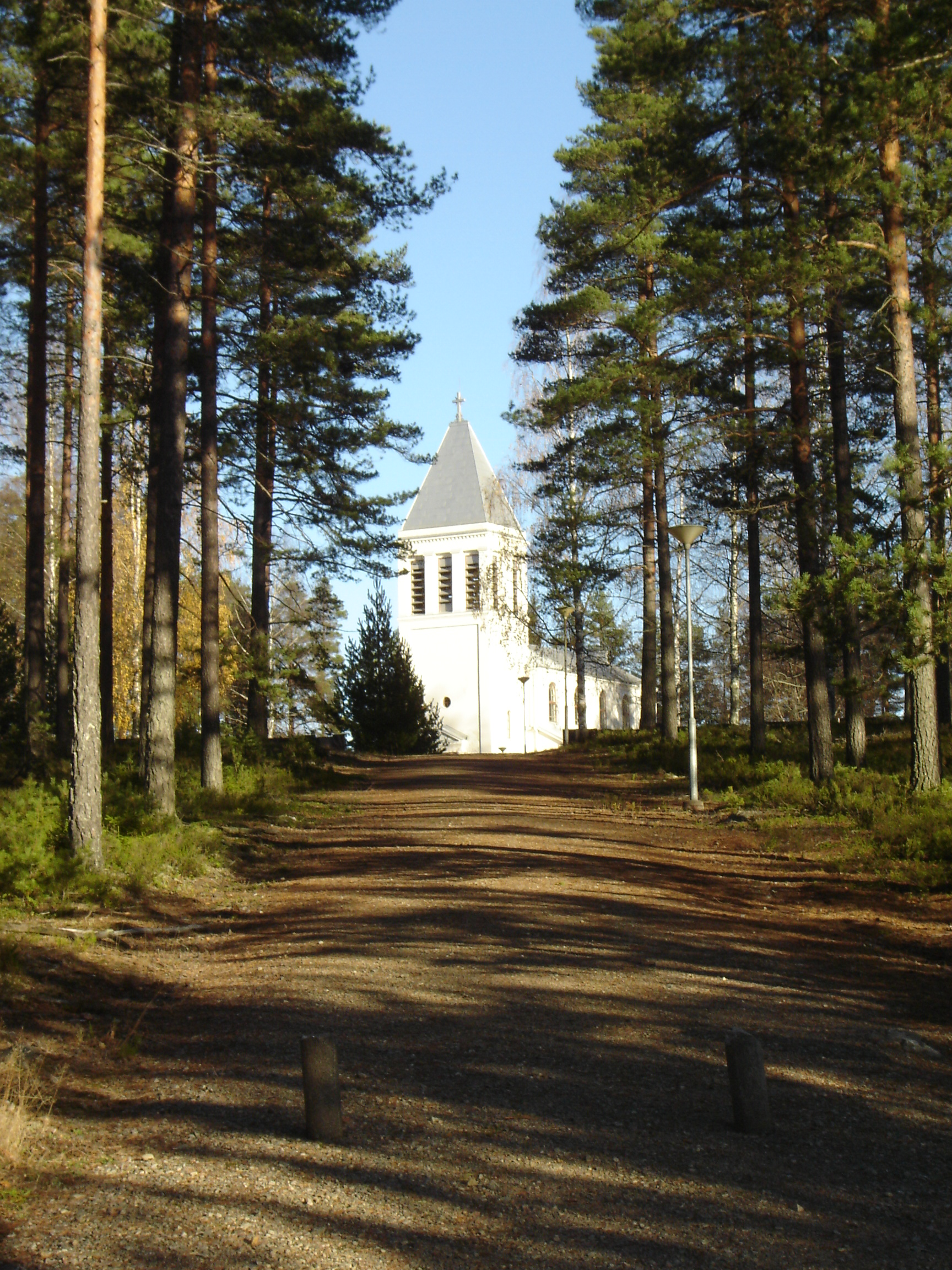
Кирха в Хухтамо
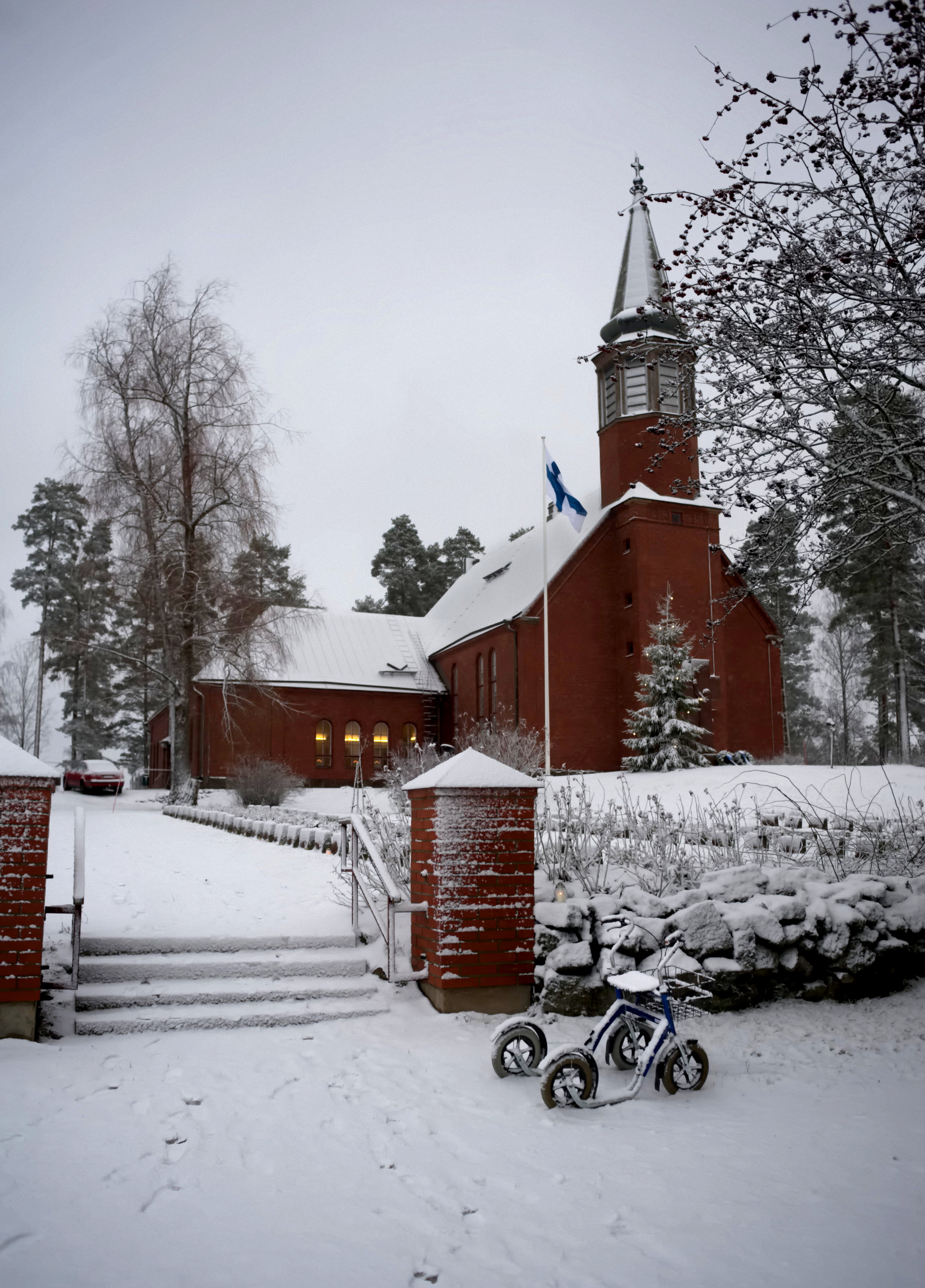
Кирха в Юлямаа
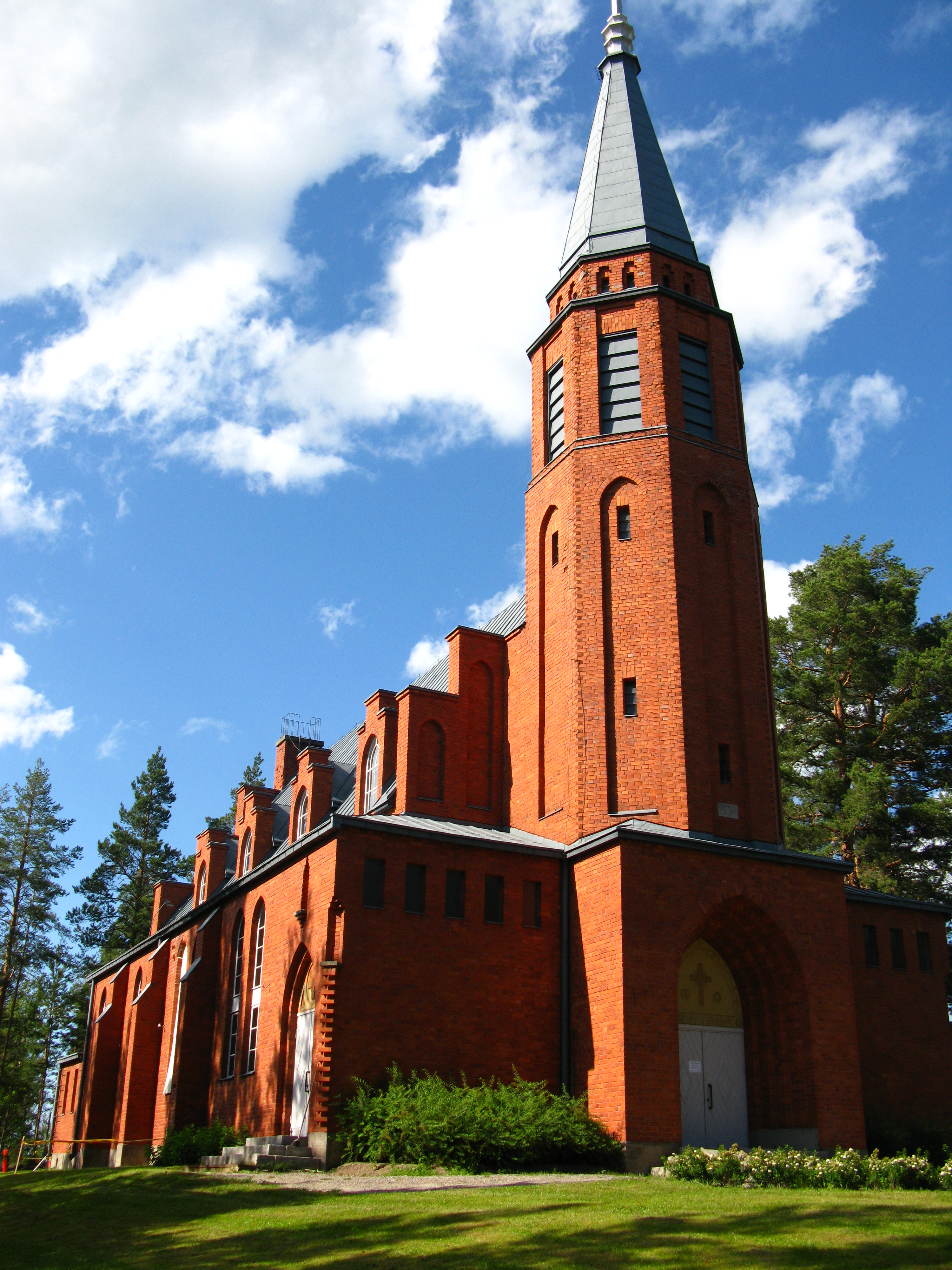
Кирха в Саари
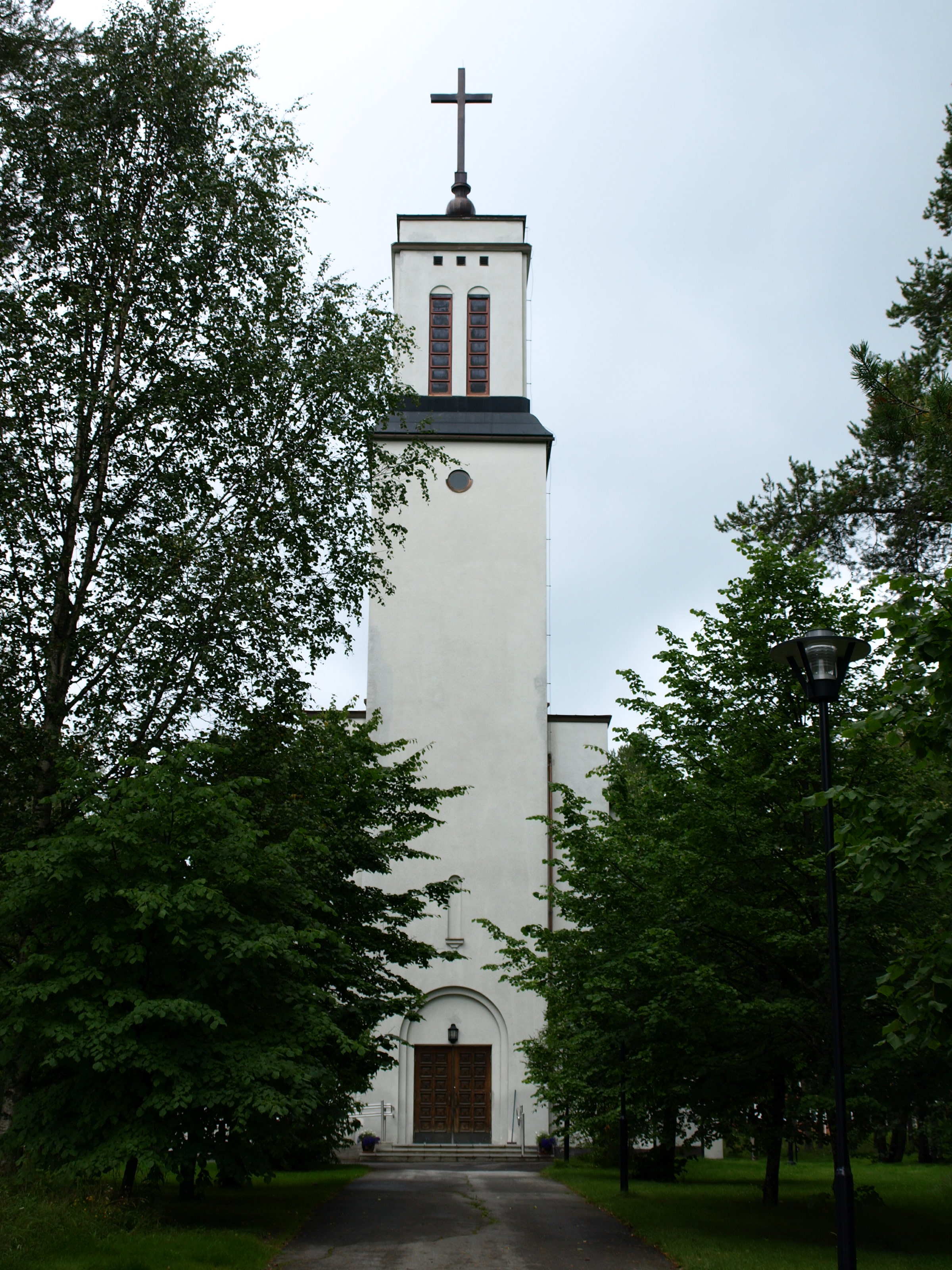
Кирха в Палтамо
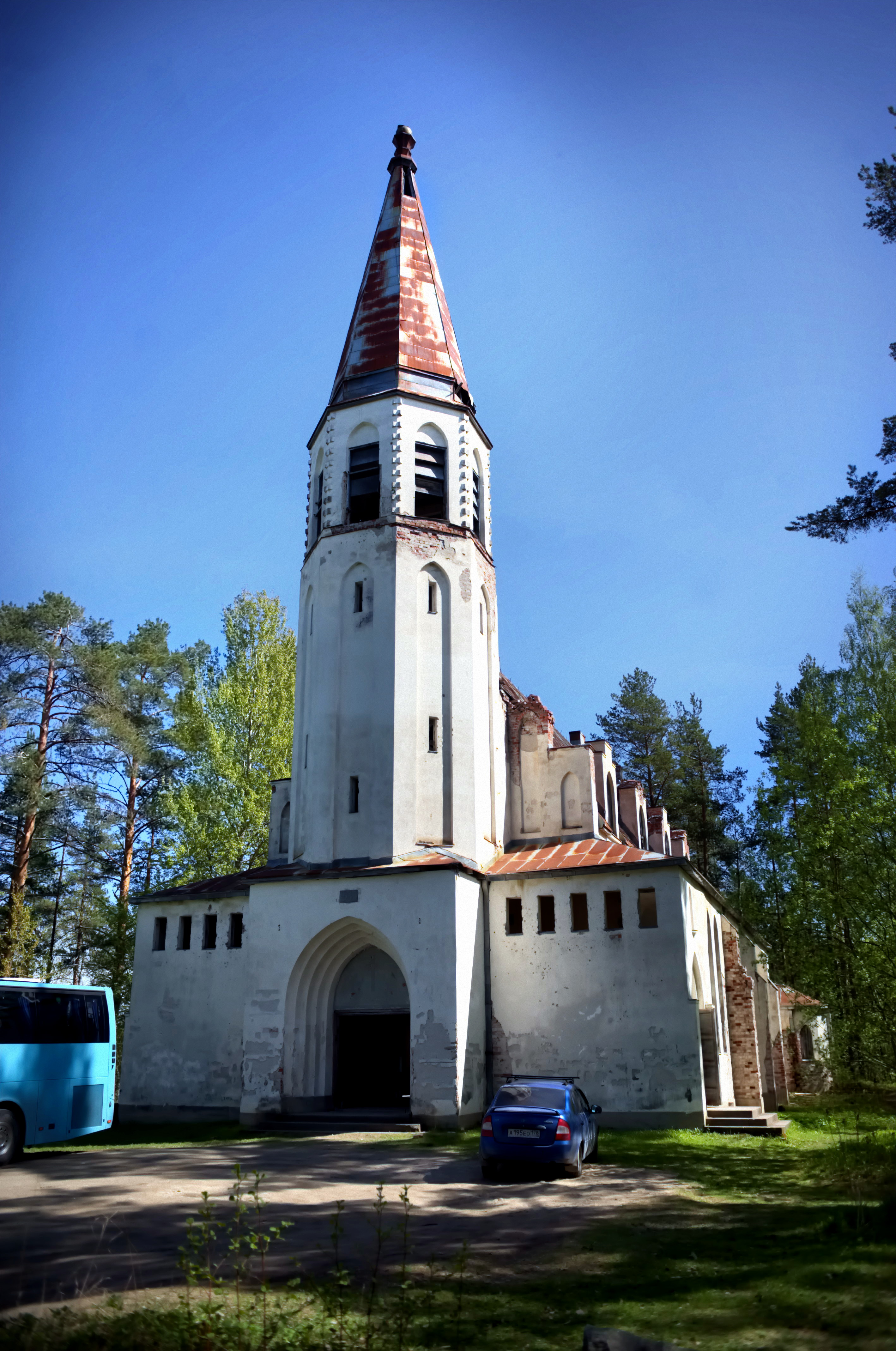
Кирха в Лумиваара
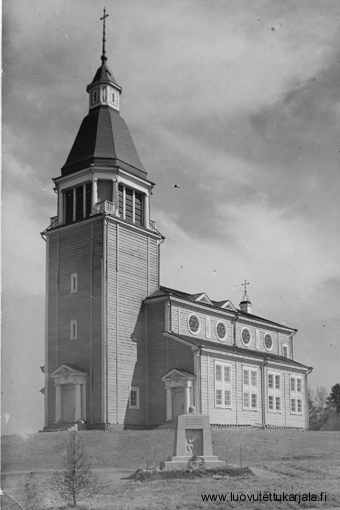
Кирха в Мичуринском